# Anitry Ny Aina Ratsifandrihamanana
Anitry Ny Aina Ratsifandrihamanana (Nanie) es una conservacionista malgache y es la directora nacional del Fondo Mundial para la Naturaleza (WWF) en Madagascar e islas occidentales del océano Índico.

## Biografía
Ratsifandrihamanana estudió literatura inglesa en la Ecole Normal Supérieure de la Universidad de Antananarivo, pero siempre ha tenido interés por la naturaleza. Su participación en el ámbito de la conservación comenzó a principios de la década de 1990 cuando ocupó el puesto de administradora en el proyecto financiado por USAID para establecer el Parque nacional de Ranomafana. Posteriormente fue a Estados Unidos para estudiar Educación y Comunicación Ambiental en la Universidad Cornell. Se especializó en el matorral espinoso de Madagascar, al sur de Madagascar, aunque en la actualidad trabaja en la conservación en todo el país.
Ratsifandrihamanana comenzó a trabajar para WWF Madagascar en 1999, asumiendo el cargo de directora de conservación de 2004 a 2013. Como tal, tuvo un papel destacado en la implementación de la "Visión de Durban" que resultó en la triplicación de red de áreas protegidas de Madagascar, ya que codirigió la Comisión de Áreas Protegidas de Madagascar durante los años críticos de 2005-2009.
En 2014, Ratsifandrihamanana asumió el cargo de Directora de País de WWF Madagascar e islas occidentales del océano Índico. Es la primera ciudadana malgache en ocupar este puesto y es sólo la segunda nacional en representar a WWF en Madagascar desde que Vaohita Barthélémy ocupó este puesto en 1987.
De 2008 a 2011, Ratsifandrihamanana también formó parte del consejo de administración del organismo cuasi-gubernamental responsable de la gestión de áreas protegidas; Parques nacionales de Madagascar. Desde 2019 es vicepresidenta del Fondo Fiduciario para la Biodiversidad de Madagascar (una dotación de 70 millones de dólares para proporcionar financiación sostenible para la red de áreas protegidas de Madagascar). También es miembro de la Comisión Mundial de Áreas Protegidas de la UICN.

## Causas
Ratsifandrihamanana ha criticado abiertamente el comercio de animales salvajes en Madagascar y la explotación del palo de rosa dentro de las áreas protegidas.